# Wilfred Buckland
Wilfred Buckland (New York, 1º gennaio 1866 – Los Angeles, 18 luglio 1946) è stato uno scenografo statunitense.
Lavorò a lungo con Cecil B. DeMille e con Jesse Lasky, collaborando poi anche con Allan Dwan. Fu il primo scenografo che a Hollywood ottenne di avere il suo nome nei titoli dei film.
Si suicidò dopo aver ucciso il figlio omosessuale e alcolizzato.

## Filmografia

### Scenografo (parziale)
- The Squaw Man, regia di Cecil B. DeMille e Oscar Apfel - architetto scenografo, non accreditato (1914)
- Brewster's Millions, regia di Oscar Apfel e Cecil B. DeMille - architetto scenografo (1914)
- The Call of the North, regia di Oscar Apfel e Cecil B. DeMille (1914)
- The Virginian, regia di Cecil B. DeMille - architetto scenografo (1914)
- La rosa del Rancho (Rose of the Rancho), regia di Cecil B. DeMille e Wilfred Buckland - architetto scenografo(1914)
- The Circus Man, regia di Oscar Apfel (1914)[1]
- La fanciulla del West (The Girl of the Golden West), regia di Cecil B. DeMille - architetto scenografo (1915)
- Young Romance, regia di George Melford - architetto scenografo (1915)
- The Unafraid, regia di Cecil B. DeMille - architetto scenografo (1915)
- The Captive, regia di Cecil B. DeMille - architetto scenografo (1915)
- The Arab, regia di Cecil B. DeMille - architetto scenografo (1915)
- Blackbirds, regia di J.P. McGowan (1915)
- The Secret Sin, regia di Frank Reicher (1915)
- Carmen, regia di Cecil B. DeMille - architetto scenografo (1915)
- Chimmie Fadden Out West, regia di Cecil B. DeMille - architetto scenografo (1915)
- I prevaricatori (The Cheat), regia di Cecil B. DeMille - architetto scenografo (1915)
- The Golden Chance, regia di Cecil B. DeMille - architetto scenografo (1915)
- Temptation, regia di Cecil B. DeMille - architetto scenografo (1915)
- The Ragamuffin, regia di William C. deMille (1916)
- Pudd'nhead Wilson, regia di Frank Reicher - architetto scenografo (1916)
- The Trail of the Lonesome Pine, regia di Cecil B. DeMille - architetto scenografo (1916)
- The Heart of Nora Flynn, regia di Cecil B. DeMille - architetto scenografo (1916)
- Maria Rosa, regia di Cecil B. DeMille - architetto scenografo (1916)
- Sweet Kitty Bellairs, regia di James Young (1916)
- The Clown, regia di William C. de Mille (1916)
- The Dream Girl, regia di Cecil B. DeMille - architetto scenografo (1916)
- Public Opinion, regia di Frank Reicher (1916)
- Anton the Terrible, regia di William C. de Mille (1916)
- The Soul of Kura San, regia di Edward LeSaint (1916)
- The Plow Girl, regia di Robert Z. Leonard (1916)
- Gentlemen(The Victoria Cross), regia di Edward LeSaint (1916)
- Giovanna d'Arco (Joan the Woman), regia di Cecil B. DeMille - architetto scenografo (1916)
- The American Consul, regia di Rollin Sturgeon (1917)
- The Devil-Stone, regia di Cecil B. DeMille (1917)
- A Mormon Maid, regia di Robert Z. Leonard (1917)
- A Romance of the Redwoods, regia di Cecil B. DeMille (1917)
- The Little American, regia di (non accreditato) Cecil B. DeMille - architetto scenografo (1917)
- The Crystal Gazer, regia di George H. Melford (1917)
- The Call of the East, regia di George H. Melford (1917)
- L'ultima dei Montezuma (The Woman God Forgot), regia di Cecil B. DeMille - architetto scenografo (1917)
- The Little Princess, regia di Marshall Neilan (1917)
- Douglas Fairbanks nella luna (Reaching for the Moon), regia di John Emerson - architetto scenografo (1917)
- The Secret Game, regia di William C. de Mille (1917)
- The Devil-Stone, regia di Cecil B. DeMille  (1917)
- Stella Maris, regia di Marshall Neilan - architetto scenografo (1918)
- The Widow's Might, regia di William C. de Mille (1918)
- One More American, regia di William C. deMille (1918)
- Amarilly of Clothes-Line Alley, regia di Marshall Neilan - architetto scenografo (1918)
- The Whispering Chorus, regia di Cecil B. DeMille - architetto scenografo (1918)
- Old Wives for New, regia di Cecil B. DeMille - architetto scenografo (1918)
- We Can't Have Everything, regia di Cecil B. DeMille - architetto scenografo (1918)

- Less Than Kin, regia di Donald Crisp (1918)

- Till I Come Back to You, regia di Cecil B. DeMille - architetto scenografo (1918)
- The Cruise of the Make-Believes, regia di George Melford (1918)
- The Girl Who Came Back, regia di Robert G. Vignola (1918)
- Her Country First, regia di James Young - scenografo (1918)
- Such a Little Pirate, regia di George Melford - architetto scenografo (1918)
- The Squaw Man, regia di Cecil B. DeMille - architetto scenografo (1918)

- Sandy, regia di George Melford (1918)

- Perché cambiate marito? (Don't Change Your Husband), regia di Cecil B. DeMille - architetto scenografo (1919)
- The Roaring Road, regia di James Cruze (1919)
- Something to Do
- For Better, for Worse, regia di Cecil B. DeMille - architetto scenografo (1919)
- The Woman Next Door, regia di Robert G. Vignola (1919)
- Maschio e femmina (Male and Female), regia di Cecil B. DeMille - architetto scenografo ((1919)
- Hawthorne of the U.S.A., regia di James Cruze - scenografo (1919)
- Perché cambiate moglie? (Why Change Your Wife?), regia di Cecil B. DeMille - architetto scenografo (1920)
- Scusi se le faccio mangiare polvere (Excuse My Dust), regia di Sam Wood (1920)
- The Dancin' Fool
- Mrs. Temple's Telegram
- Thou Art the Man, regia di Thomas N. Heffron (1920)
- Notte di peccato (A Lady in Love) - architetto scenografo (1920)
- The City of Masks, regia di Thomas N. Heffron (1920)
- A Cumberland Romance, regia di Charles Maigne - scenografo (1920)
- Crooked Streets, regia di Paul Powell - scenografo (1920)
- The Soul of Youth, regia di William Desmond Taylor (1920)
- You Never Can Tell, regia di Chester M. Franklin (1920)
- The Fourteenth Man, regia di Joseph Henabery (1920)
- A City Sparrow
- Held by the Enemy, regia di Donald Crisp (1920)
- Eyes of the Heart, regia di Paul Powell (1920)
- Conrad in Quest of His Youth, regia di William C. de Mille (1920)
- Always Audacious, regia di James Cruze (1920)
- The Furnace
- Fatty e i suoi milioni (Brewster's Millions), regia di Joseph Henabery (1921)
- The Deuce of Spades, regia di Charles Ray (1922)
- The Masquerader, regia di James Young (1922)
- Robin Hood, regia di Allan Dwan - scenografo supervisore (1922)
- Omar the Tentmaker, regia di James Young - architetto scenografo (1922)
- The Forbidden Woman, regia di Paul L. Stein (1927)
- Almost Human, regia di Frank Urson - architetto scenografo (1927)

### Regista
- La rosa del Rancho (Rose of the Rancho), regia di Cecil B. DeMille e Wilfred Buckland (1914)

### Aiuto regista
- The Man on the Box, regia di Oscar Apfel e, non accreditato, Cecil B. DeMille (1914)